# Amtsbezirk Sechshaus
Der Amtsbezirk Sechshaus war um die Mitte des 19. Jahrhunderts eine Verwaltungseinheit im Viertel unter dem Wienerwald in Niederösterreich.
Der Amtsbezirk war der Kreisbehörde in Wiener Neustadt unterstellt und besorgte deren Amtsgeschäfte vor Ort. Die Zuständigkeit erstreckte sich neben Sechshaus auf die damaligen Gemeinden Braunhirschen, Fünfhaus, Gaudenzdorf, Obermeidling, Untermeidling, Reindorf und Rustendorf.
Der Amtsbezirk umfasste dabei 8 Gemeinden mit 36.170 Einwohnern (lt. Zählung von 1851).